# 장철웅
장철웅(1961년 ~ )은 대한민국의 가수이며, 1991년에 데뷔하였다. 1994년 당시 MBC TV의 인기 드라마인 《서울의 달》에 수록된 주제가로도 화제에 불러 모은 것으로 보인다.

## 프로필
- 출생 시기: 1961년
- 데뷔: 1991년 서울 이곳은

## 주요 앨범
- 촛불에 흐르는 연가
- Essay Of Dream Seekers
- 장철웅 라이브 카페 1 & 2
- 장철웅 라이브 카페 3 & 4

## 수상 내역
- 1983년 (제 7 회) 대학가요제 은상 (친구여)